# Divina Valéria
Valeria Fernandez Gonzalez, conocida como Divina Valéria (Río de Janeiro, 5 de junio de 1944) es una actriz y cantante brasileña.

## Biografía
Inició su carrera como transformista cantando en discotecas de Río de Janeiro, en los años 1960. Reemplazó a Bijou Blanche en el elenco de International Set, en Galeria Alaska|Galería Alaska. En 1965, junto a Rogéria, integró la compañía original de Les Girls, creada por Mário Meira Guimarães, João Roberto Kelly y Luís Haroldo, destacándose con el número en el que imitaba a Elizete Cardoso. Con el éxito del espectáculo, grabó un sencillo para Mocambo, cantando Rancho da Praça Onze (João Roberto Kelly/ Chico Anysio ) y un popurrí de sambas.
En 1965, el conductor Cacho de la Cruz la llevó a Uruguay para que actuara en una discoteca de Montevideo. El éxito fue tal que Valéria empezó a trabajar frecuentemente en esa ciudad, así como en las temporadas estivales de Punta del Este. En ese país montó el espectáculo Divina Valéria, que a partir de entonces se convertiría en su nombre artístico.
Huyendo de la represión a las travestis durante la dictadura militar brasileña, poco después se fue a vivir a París y comenzó a trabajar en los cabarets más prestigiosos de la ciudad: Le Carrousel, L'Alcazar, Paradis Latin, Chez Plumeau, entre otros. Allí conoció a Di Cavalcanti, para quien posó como modelo. Regresó a Brasil en 1972, actuando en espectáculos como Misto Quente, con Agildo Ribeiro, y Frescuras, junto a Jane di Castro, dirigida por Lennie Dale. Dos años más tarde, se trasladó nuevamente a Francia y se integró al elenco fijo de Le Carrousel hasta finales de los años 1980.Con esa compañía actuó en Japón, Hong Kong, Turquía, Líbano y Argentina.En París, cantó la misa de lavatorio en la famosa Iglesia de la Madeleine y continuó viviendo allí hasta 2005. 
En 2017, de nuevo en Brasil, junto a Rogéria y Eloína dos Leopardos, fue una de las artistas homenajeadas en el documental Divinas Divas, de Leandra Leal. La película dio origen al espectáculo del mismo nombre presentado en el Teatro Municipal de São Paulo en 2020.
En cine, actuó en las películas Cidade Baixa, de Sérgio Machado, Lili e as Libélulas, de René Guerra, A senhora que morreu no trailer, de Alberto Camarero y Alberto de Oliveira, Marie, de Leo Tabosa, que le valió el Premio Especial del Jurado en el Festival de Cine de Gramado 2019.
Su biografía Divina Valéria, escrita por Alberto Camarero y Alberto de Oliveira, fue publicada en 2021.

## Filmografía
- Cidade Baixa
- Lili e as Libélulas
- A senhora que morreu no trailer
- Marie

## Premios
- Premio Especial del Jurado en el Festival de Cine de Gramado 2019